# Kerstin Thiele
Kerstin Thiele (Riesa, 26 de agosto de 1986) é uma judoca alemã da categoria até 70 quilos. Conquistou a medalha de prata na categoria até 70 kg dos Jogos Olímpicos de Londres 2012.